# ستيفن سميث (كاتب)
ستيفن سميث (بالإنجليزية: Stephen Smith)‏ هو مدرس وصحفي وكاتب أمريكي، ولد في 30 أكتوبر 1956.